# Coming Down Again
"Coming Down Again" er en sang fra The Rolling Stones album fra 1973 Goats Head Soup. Den bliver sunget af guitaristen Keith Richards.
Sangen er, ligesom de fleste andre sange, krediteret til Mick Jagger og Keith Richards, men er dog hovedsageligt et arbejde fra sidstnævnte, der gik så lang som til dens udgivelse at sige:” ”Coming Down Again” er min sang” . Den er en langsom ballade, meget lignende Angie fra samme album, og blev beskrevet af Tom Maginnis i hans anmeldelse som:”… behandler det velkendte emne af kærlighed der gør ondt” . Teksten fortæller om Richards forhold til sin daværende kæreste Anita Pallenberg, og hans erobring af hende fra Brian Jones .
| Citat | Share your thoughts, there's nothing you can hide; She was dying to survive; I was caught, oh, taken for a ride; She was showing no surprise | Citat |
|       | |       |

| Citat | Slipped my tongue in someone else's pie; Tasting better ev'ry time; He turned green and tried to make me cry; Being hungry it ain't no crime | Citat |
|       | |       |

En anden fortolkning af sangen kunne være som et respons til Richards daværende afhængighed af heroin.
| Citat | Coming down again; Where are all my friends... On the ground again, coming down again | Citat |
|       |                                                                                       |       |

Indspilningerne til sangen foregik i Kingston på Dynamic Sound Studios i november og december, 1972. Richards sang og spillede elektrisk guitar på sangen, mens Charlie Watts spillede trommerne, og Mick Taylor bass. Klaveret spillede Nicky Hopkins, og saxofonen på nummeret blev spillet af Bobby Keys. Koret bestod af Jagger .
"Coming Down Again" bliver betragtet som en af Richards bedste sange som forsanger. Til trods for dens popularitet har Richards aldrig sunget den live til The Stones koncerter, og den findes heller ikke på nogen opsamlingsalbummer. 

## Eksterne kilder og henvisninger
- Officiel tekst
- Hør The Rolling Stones ”Coming Down Again”

### Fodnote
1. ↑  Coming Down Again
2. ↑  allmusic
3. ↑  Coming Down Again by The Rolling Stones Songfacts
4. ↑  "Coming Down Again". Arkiveret fra originalen 5. marts 2016. Hentet 23. marts 2008.